# Brantford Smoke
Die Brantford Smoke waren eine kanadische Eishockeymannschaft aus Brantford, Ontario. Das Team spielte von 1991 bis 1998 in der Colonial Hockey League.

## Geschichte
Die Mannschaft wurde 1991 als Franchise der erstmals ausgetragenen Colonial Hockey League gegründet. Ihre erfolgreichste Spielzeit absolvierten die Brantford Smoke in der Saison 1992/93, als sie zunächst den Tarry Cup als bestes Team der regulären Saison und in den Playoffs den Colonial Cup als Meister der CoHL gewannen. In den Playoffs hatte sich Brantford gegen die Flint Bulldogs, Thunder Bay Thunder Hawks und St. Thomas Wildcats durchgesetzt. In den folgenden Jahren kamen die Kanadier allerdings nicht mehr über die zweite Playoff-Runde hinaus.
Im Anschluss an die Saison 1997/98 wurde das Franchise nach Asheville, North Carolina, umgesiedelt, wo es anschließend unter dem Namen Asheville Smoke am Spielbetrieb der UHL teilnahm, wie die Liga ab 1997 hieß.

## Saisonstatistik
Abkürzungen: GP = Spiele, W = Siege, L = Niederlagen, T = Unentschieden, OTL = Niederlagen nach Overtime SOL = Niederlagen nach Shootout, Pts = Punkte, GF = Erzielte Tore, GA = Gegentore, PIM = Strafminuten
| Saison  | GP | W  | L  | T  | OTL | SOL | Pts | GF  | GA  | Platz     | Playoffs                        |
| 1991/92 | 60 | 34 | 22 | 4  | —   | —   | 72  | 327 | 265 | 2., CoHL  | Niederlage in der ersten Runde  |
| 1992/93 | 60 | 39 | 18 | 3  | —   | —   | 81  | 308 | 264 | 1., CoHL  | Colonial Cup                    |
| 1993/94 | 64 | 28 | 26 | 10 | —   | —   | 66  | 308 | 348 | 2., CoHLE | Niederlage in der zweiten Runde |
| 1994/95 | 74 | 26 | 36 | 12 | —   | —   | 64  | 299 | 357 | 4., CoHLE | nicht qualifiziert              |
| 1995/96 | 74 | 45 | 24 | —  | —   | 5   | 95  | 336 | 283 | 2., CoHLE | Niederlage in der zweiten Runde |
| 1996/97 | 74 | 42 | 25 | —  | —   | 7   | 91  | 321 | 286 | 2., CoHLE | Niederlage in der zweiten Runde |
| 1997/98 | 74 | 33 | 27 | —  | —   | 14  | 80  | 312 | 307 | 2., East  | Niederlage in der zweiten Runde |

## Team-Rekorde

### Karriererekorde
Spiele: 415   Paul Polillo
Tore: 295   Paul Polillo
Assists: 628   Paul Polillo
Punkte: 923   Paul Polillo
Strafminuten: 727  Wayne Muir

## Bekannte Spieler
- Brad Bagu
- Paul Beraldo
- Rich Brennan
- Alexander Kuzminski
- Roland Melanson